# Hřídelecká hůra
Přírodní památka Hřídelecká hůra zahrnuje území čedičové homole Horka (398 metrů) na východním okraji vesnice Hřídelec, části města Lázně Bělohrad v okrese Jičín v Královéhradeckém kraji. Chráněné území je v péči Krajského úřadu Královéhradeckého kraje.

## Předmět ochrany
Chráněné území bylo zřízeno k ochraně geologické lokality se vzácnými nerosty. Hřídelecká hůra je vulkanický pahorek mladotřetihorního stáří, který je součástí pruhu izolovaných výskytů čedičových hornin, rozprostírajícího se mezi Novou Pakou přes Lázně Bělohrad k Červené Třemešné. V důsledku těžby a odvětrávání měkčích výplní zde vznikly dutiny a pseudokrasové jeskyně, v nichž se vyskytují různé minerály. Jižní a západní svahy jsou porostlé teplomilnou vegetací, na severním a východním svahu převládají řídké porosty náletových dřevin, poskytující úkryt ptactvu a drobným živočichům.

## Geologie
Přírodní památka je tvořena neovulkanitovým tělesem nefelinického bazanitu s polohami subvulkanické bazaltoidní brekcie a svrchnokřídovými slínovci. Jedná se o bohaté naleziště minerálů, např. amfibolu, dolomitu, kalcitu, olivínu, aragonitu (dokonale vyvinuté krystaly, případně krystalové srůsty i agregáty s medovým zbarvením patří k nejdokonalejším na území ČR) aj. Těžbou čediče vznikla lomová jáma s komorami a chodbami.

## Flóra
Jeden biotop tvoří suché luční porosty na svazích homole, pomístně zarostlé nálety dřevin, a druhý pozůstatky bývalého lomu v centru kopce. Přes velmi příznivý minerální podklad je druhové spektrum celkem chudé. Dosud zde nebyly nalezeny žádné chráněné ani ohrožené druhy rostlin. Rostou zde teplomilné druhy zběhovec lesní (Ajuga genevensis), tařinka kališní (Alyssum alyssoides), pamětník rolní (Acinos arvensis), mochna jarní (Potentilla tabernaemontani), rozchodník ostrý (Sedum acre), a rozchodník šestiřadý (Sedum sexangulare) aj.

## Fauna
Ve skalních dutinách a na římsách hnízdí poštolka obecná (Falco tinnunculus), rehek domácí (Phoenicurus ochruros). Keřové porosty a stromové patro vyhledávají ke hnízdění budníček menší (Phylloscophus collybita), dlask tlustozobý (Coccothraustes coccothraustes), červenka obecná (Erithacus rubecula) a pěvuška modrá (Prunella modularis). V uměle vytvořených dutinách zimuje netopýr černý (Barbastella barbastellus).